# Croton vergarenae
Croton vergarenae är en törelväxtart som först beskrevs av Eugene Jablonszky, och fick sitt nu gällande namn av John Wynn Gillespie. Croton vergarenae ingår i släktet Croton och familjen törelväxter. Inga underarter finns listade i Catalogue of Life.